# Borowina
Borowina este o arie protejată (sit de importanță comunitară — SCI) din Polonia întinsă pe o suprafață de 512,22 ha, integral pe uscat.

## Localizare
Centrul sitului Borowina este situat la coordonatele 51°38′32″N 15°36′04″E / 51.6422°N 15.601°E.

## Înființare
Situl Borowina a fost declarat sit de importanță comunitară în octombrie 2009 pentru a proteja 4 specii de animale.

## Biodiversitate
Situată în ecoregiunea continentală, aria protejată conține 4 habitate naturale: Păduri de stejar și carpen Galio-Carpinetum, Păduri acidofile de stejar bătrân cu Quercus robur pe câmpii nisipoase, Păduri aluvionare cu Alnus glutinosa și Fraxinus excelsior (Alno-Padion, Alnion incanae, Salicion albae), Păduri mixte riverane de Quercus robur, Ulmus laevis și Ulmus minor, Fraxinus excelsior sau Fraxinus angustifolia, de-a lungul marilor râuri (Ulmenion minoris).
La baza desemnării sitului se află mai multe specii protejate:
- nevertebrate (3): fluturele flitirar (Euphydryas maturna), fluturele purpuriu (Lycaena dispar), Osmoderma eremita
- pești (1): țipar (Misgurnus fossilis)